# Strzępka gleocystydialna
Strzępka gleocystydialna (ang. gloeoplerous hyphae) – rodzaj strzępek u grzybów podstawkowych (Basidiomycota), będący odmianą strzępek generatywnych. Pod względem zawartości są podobne do gleocystyd, ale w hymenium rosną prostopadle do jego powierzchni (jeśli występują w miąższu kapelusza, mogą rosnąć w dowolnym kierunku); mogą zakrzywiać się w kierunku hymenium, przekształcając się w gleocystydy, a nawet sięgać powierzchni hymenium i wystawać ponad nie.
Typowe strzępki gleocystydalne występują np. w rodzajach Auriscalpium, Gloiodon, Hericium i Dentipratulum, często także u niektórych grzybów poliporoidalnych i kortycjoidalnych. Mają znaczenie taksonomiczne przy oznaczaniu gatunku. Liczne są np. u Wrightoporia labyrinthina. Są to strzępki o dużej średnicy (szerokie), cienkościenne z refrakcyjną zawartością, czym wyraźnie różnią się od zazwyczaj szklistych strzępek generatywnych. Często są żółtawe, o zawartości jednorodnej lub ziarnistej. W niektórych przypadkach zawartość pod wpływem floksyny jaskrawo wybarwia się, a w odczynniku Melzera ciemnieje. Rodzaj przegrody na każdym końcu tych strzępek jest często bardzo trudny do zaobserwowania, ale w niektórych przypadkach występują duże, zniekształcone sprzążki.
Strzępki gleocystydialne występują w kontekście i w tramie. Czasami wnikają do hymenium, a nawet przerastają go, wówczas nazywane są gleocystydami.